# دهستان دزومی
دهستان دزومی (به لاتین: Dzomi Gewog) یک دهستان در کشور بوتان است که در ناحیهٔ پوناخا واقع شده‌است.